# ديفيد بوستوس
ديفيد بوستوس (بالإسبانية: David Bustos González)‏ هو عداء المسافات المتوسطة إسباني، ولد في 25 أغسطس 1990 في ميورقة في إسبانيا.

## وصلات خارجية
- ديفيد بوستوس على موقع الاتحاد الدولي لألعاب القوى (الإنجليزية)
- ديفيد بوستوس على موقع الدوري الماسي (الإنجليزية)
- ديفيد بوستوس على موقع أوليمبيديا (الإنجليزية)